# 波蘭信使報
《波蘭信使報》（波蘭語：Kurier Polski）是波蘭历史上的一份于下午發行的日報，存在于1957年—1999年，總部設在華沙。

## 波蘭人民共和國時期
《波蘭信使報》創刊於1957年。在波蘭人民共和國期間，它是由民主党旗下的Epoka出版社发行，被視為民主党的機關報，該報多關注與民主党及其領導人有關的事件。《波蘭信使報》曾在1968年提出成立微笑勳章。該報曾在1981年12月13日—1982年1月1日的戒嚴期間被停刊。

## 波蘭共和國時期
《波蘭信使報》在東歐劇變後，仍是民主党的機關報，並參與了1991年波兰议会选举。1992年，該報被Polsat電視台收購，並在1999年停刊。

## 影集
波蘭影集《謎鎮》中的主角，就是《波蘭信使報》的記者。